# Craterolophus
Craterolophidae (Uchida 1929) è una famiglia monogenerica di cnidari Staurozoa comprendente il genus Craterolophus (James-Clark, 1863). Sono meduse sessili peduncolate; i membri di questa famiglia si distinguono dagli altri cleistocarpidi per essere prive di tentacoli primari periradiali e interradiali e per l'assenza di muscoli longitudinali nel peduncolo.

## Sistematica
Le Craterolophidae includono il genus Craterolophus e due specie riconosciute secondo il World Register of Marine Species:
- Craterolophus (James-Clark, 1863)
  - C. convolvulus (Johnston, 1835)
  - C. macrocystis (von Lendenfeld, 1884)

La specie C. tethys (James-Clark, 1863) è un sinonimo di C. convolvulus.

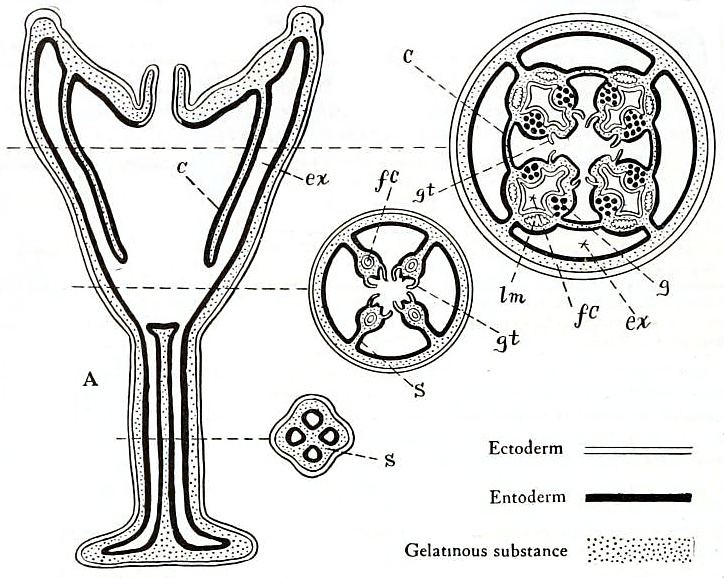
Anatomia interna delle Cleistocarpidae, illustrata come C. tethys.
C, sezione transversale separante le gonadi; ex, camera esterna; fc, fosse ad imbuto contenenti il nucleo longitudinale; g, gonade; gt, cirri gastrici; lm, muscoli longitudinali; s, setti interradiali.